# 3DSwYm
3DSwym, pour Three Dimension See what You mean, est une marque de la société Dassault Systèmes proposant des outils de création et d'utilisation de réseaux communautaires à destination des entreprises. Elle permet aux consommateurs de concevoir des objets 3D qui, après un vote, peuvent être utilisés par les entreprises comme illustration ou commercialisés comme produit.